# Coelioxys missionum
Coelioxys missionum är en biart som beskrevs av Holmberg 1888. Coelioxys missionum ingår i släktet kägelbin, och familjen buksamlarbin. Inga underarter finns listade i Catalogue of Life.